# محمد حسن بحيص
محمد حسن بحيص أو أبو حسن قاسم (ولد عام 1944 في يطا، استشهد في 14 شباط 1988 في ليماسول)، هو سياسي وعسكري فلسطيني، من قيادات كتيبة الجرمق، وكان من أبرز مساعدي خليل الوزير في إدارة ما عرف بالقطاع الغربي؛ وهو أحد مؤسسي سرايا الجهاد. اغتيل في ليماسول مع باسم سلطان التميمي ومروان كيالي بعبوة ناسفة في سيارة أقلّتهم.

## النشأة والتعليم
ولد عام 1944 في يطا بالقرب من الخليل، وتلقى فيها تعليمه المدرسي. درس التجارة في جامعة الاسكندرية وتخرج منها عام 1967 وعما موظفا في البنك العربي.

## العمل المسلح

### البدايات
إنضم لحركة فتح عام 1967 وتلقى عام 1968 دورة تدريبة عسكرية في مصر كانت الأولى من نوعها بعد الحرب. وفي سنة 1971 اختاره كمال عدوان كي يكون ضابطا لعمليات الأرض المحتلة، وشارك في تلك المرحلة في إرسال عدد من المجموعات الفدائية إلى فلسطين فيما بات يُعرف بـ” دوريات الأرض المحتلة”.

### التنظيم الطلابي
عمل في التنظيم الطلابي التابع لحركة فتح في لبنان، وكان من مؤسسي الكتيبة الطّلابيّة التي عُرفت فيما بعد بـ “كتيبة الجرمق”، وشارك في وكان عضوًا في المجلس العسكري في فتح. حقق إنجازات عسكرية في الحرب الأهلية اللبنانية وفي مواجهة الاحتلال الإسرائيلي للبنان، أبرزها معارك بنت جبيل ومارون الراس (1978)، وقلعة الشقيف (1982). كما أسند إليه مهمة تأسيس قسم المعلومات في القطاع الغربي، وأسس مع حمدي التميمي ما عرف بلجنة تنظيم 77، وشارك في التخطيط لعدد من عمليات المقاومة داخل الأرض المحتلة مثل عملية الدبويا في الخليل عام 1980. عارض برنامج النقاط العشر وتوجه قيادة منظمة التحرير نحو التسوية، وتمسك بالكفاح المسلح وسيلةً ضد الاحتلال. كان بحيص يعد من تيار اليسار داخل حركة فتح، ويُحسب تحديدا على التيار” الماوي” داخل الحركة، وقد خاض هذا التيار سلسلة نقاشات معمقة أدت إلى انفتاح أغلب كوادره على الفكر الإسلامي الثوري.

### سرايا الجهاد
في بداية الثمانينيات أسس بحيص مع باسم سلطان (حمدي التميمي) وآخرين سرايا الجهاد الإسلامي، وهو إطار فلسطيني مقاوم ركَّز على استقطاب عناصر من التيار الإسلامي، وانتقل عام 1983 إلى الأردن ليعمل مع «القطاع الغربي» في تخطيط وتنفيذ عمليات مسلحة في الأرض المحتلة. اعتقلته السلطات السورية عام 1985، وتعرض للتعذيب وسجن لسنة كاملة، ثم فُرضت عليه الإقامة الجبرية لمدة ثلاثة أشهر في شقة بحي المزة في دمشق، ثم غادرها إلى عمّان. شارك في التخطيط لعدد من العمليات أهمها عملية وعملية باص القدس رقم 18، عملية البراق التي نفذتها عطاف عليان عام 1986، ومحاولة تفجير مبنى رئاسة الوزراء الصهيونية بعملية استشهادية عام 1987. تعاون أيضا مع عبد الله عزام لتدريب عناصر من مجموعاته في أفغانستان، وأمَدَّ مجموعة الشهيد مصباح الصوري (الجهاد الإسلامي) بالسلاح بعد هروبها من سجن غزة عام 1987.

## إغتياله ورفاقه
إغتالته الاستخبارات الإسرائيلية في ليماسول في 14 شباط 1988 بعبوة ناسفة انفجرت في سيارة كان يستقلها مع باسم سلطان (حمدي) ومروان كيالي الذي استقبلهما في قبرص أدت إلى قتل الثلاثة على الفور، وذلك قبل 24 ساعة من تفجير «سفينة العودة» التي جهّزتها منظمة التحرير في تظاهرة سياسية وإعلامية حاولت فيها إعادة مائة مبعد عن الأرض المحتلة بسفينة تتحرك من ليماسول إلى حيفا، يرافقهم عشرات السياسيين والإعلاميين.

## تكريم وتخليد
سُمي مستشفى الشهيد أبو الحسن القاسم الحكومي في يطا تخليدًا لذكراه.